# Dignomus marraquensis
Dignomus marraquensis là một loài bọ cánh cứng trong họ Ptinidae. Loài này được Escalera miêu tả khoa học năm 1914.